# Skakavac
Skakavac är ett vattenfall i Bosnien och Hercegovina.   Det ligger i entiteten Federationen Bosnien och Hercegovina, i den centrala delen av landet, 13 km nordost om huvudstaden Sarajevo. Skakavac ligger 1 135 meter över havet.
Terrängen runt Skakavac är kuperad, och sluttar västerut. Runt Skakavac är det ganska tätbefolkat, med 93 invånare per kvadratkilometer.. Närmaste större samhälle är Sarajevo, 13,3 km sydväst om Skakavac. 
Runt Skakavac är det i huvudsak tätbebyggt.